# Galleno
Galleno is een plaats (frazione) in de Italiaanse gemeente Corteno Golgi.